# Lophiodes bruchius
Lophiodes bruchius är en fiskart som beskrevs av Caruso, 1981. Lophiodes bruchius ingår i släktet Lophiodes och familjen marulksfiskar. Inga underarter finns listade i Catalogue of Life.